# Lenguas indoarias insulares
Las lenguas indoarias insulares constituyen un subgrupo filogenético propuesto dentro de las lenguas indoarias, que se hablan fuera del subcontinente indio, en Maldivas y Sri Lanka. Las lenguas de este subgrupo son:
- Criollo veddah (Sri Lanka)
- Sinhala (cingalés) (Sri Lanka)
- Dhivehi (maldivo) (Maldivas)

## Comparación léxica
Los numerales para diferentes lenguas indoarias insulares son:
| GLOSA | Vedda     | Sinhala | Dhivehi | PROTO-IA INSULAR |
| ----- | --------- | ------- | ------- | ---------------- |
| '1'   | ekamay    | ekə     | ekeʔ    | *eka             |
| '2'   | dekama    | dekə    | d̪eːʔ    | *deka            |
| '3'   | tunama    | thunə   | t̪ineʔ   | *tina            |
| '4'   | hatarama  | hatərə  | hat̪areʔ | *hatara          |
| '5'   | pahama    | paha    | faheʔ   | *paha            |
| '6'   | hayamay   | hayə    | haeʔ    | *haya-           |
| '7'   | hatamay   | hathə   | hat̪eʔ   | *hata            |
| '8'   | at̩amay    | aʈə     | aʆeʔ    | *aʂʈa            |
| '9'   | namayamay | naməyə  | nuvaeʔ  | *navaya          |
| '10'  | dahayamay | dahayə  | d̪ihaeʔ  | *dahaya          |